# Tillandsia 'Tropiflora'
Tillandsia 'Tropiflora' es un  cultivar híbrido del género Tillandsia perteneciente a la familia  Bromeliaceae. Fue recolectado en Jamaica.
Es un híbrido creado con las especies Tillandsia fasciculata × desconocido.